# Оливковый сад Усимадо
Оливковый сад Усимадо (яп. 牛窓オリーブ園 Усимадо ори:бу эн) — ботанический сад, находящийся в городе Сетоути префектуры Окаяма, Япония. Принадлежит компании Nippon Olive (яп. 日本オリーブ).
Площадь сада составляет около десяти гектаров, здесь растут примерно две тысячи оливковых деревьев, что делает Оливковый сад Усимадо одним из двух крупнейших в Японии оливковых садов наряду с садом Сёдото (яп. 小豆島オリーブ園). Основные культивируемые сорта относятся к пяти разновидностям оливы европейской (Olea europaea).

## Описание
Плоды оливковых деревьев сада Усимадо — основной продукт города Сетоути, они используются и как продукт питания, и для косметики.
Сад является также одной из достопримечательностей города. Из сада открываются красивые виды; наиболее живописен вид, открывающийся с площадки на вершине горы (так называемый «вид на Японское Эгейское море»).
В самом саду также можно купить оливок.

## История
Считается, что история сада начинается с оливкового поля, посаженного на холмах Усимадо при участии влиятельного окаямского предпринимателя по имени Ваитиро Хаттори (яп. 服部和一郎) во время Второй мировой войны в 1942 году.
В саду имел мастерскую японский художник Току Сатакэ, который, начиная с 1959 года, в течение почти 40 лет писал картины сада.

## Галерея

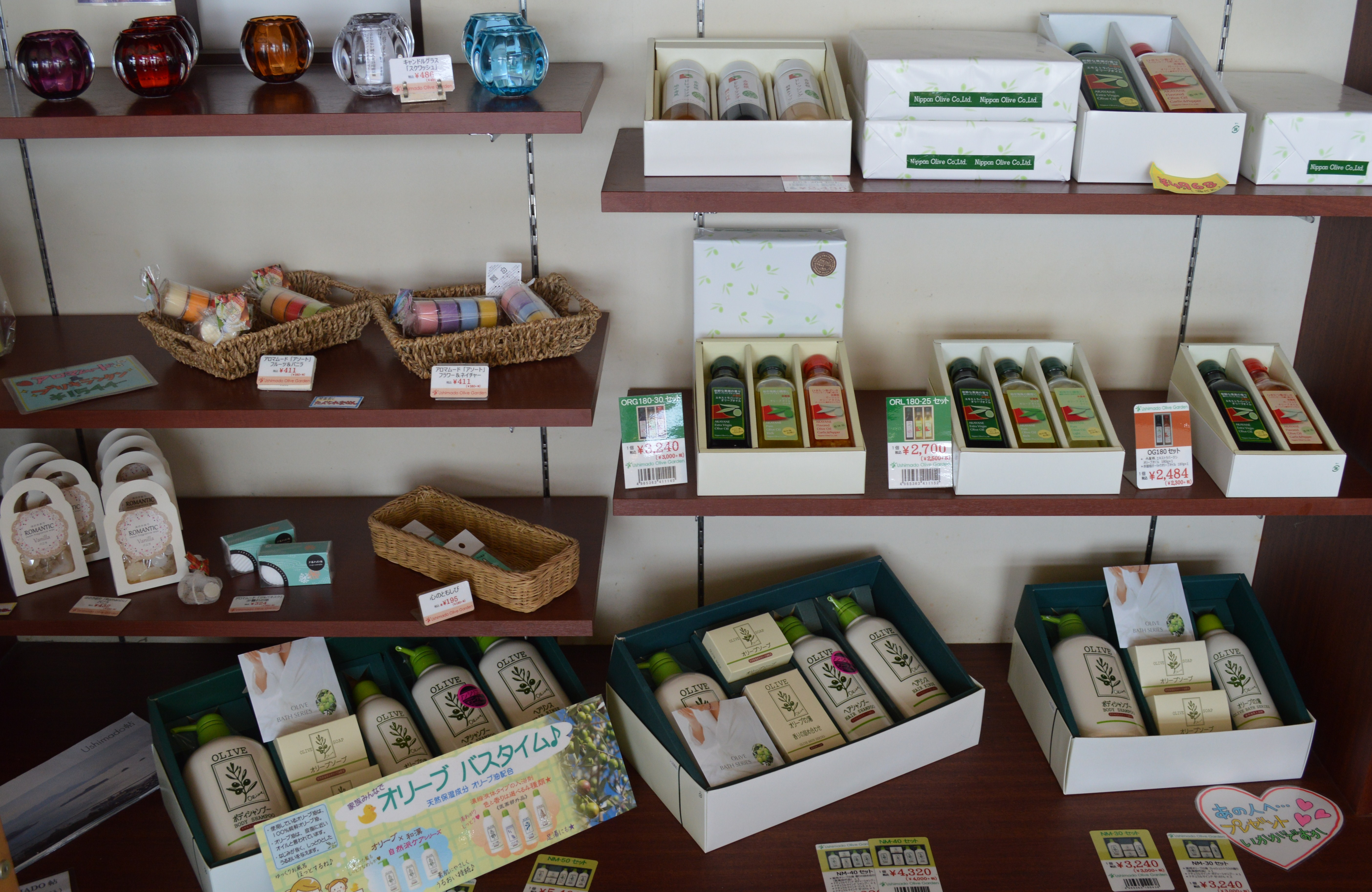
В магазине оливок
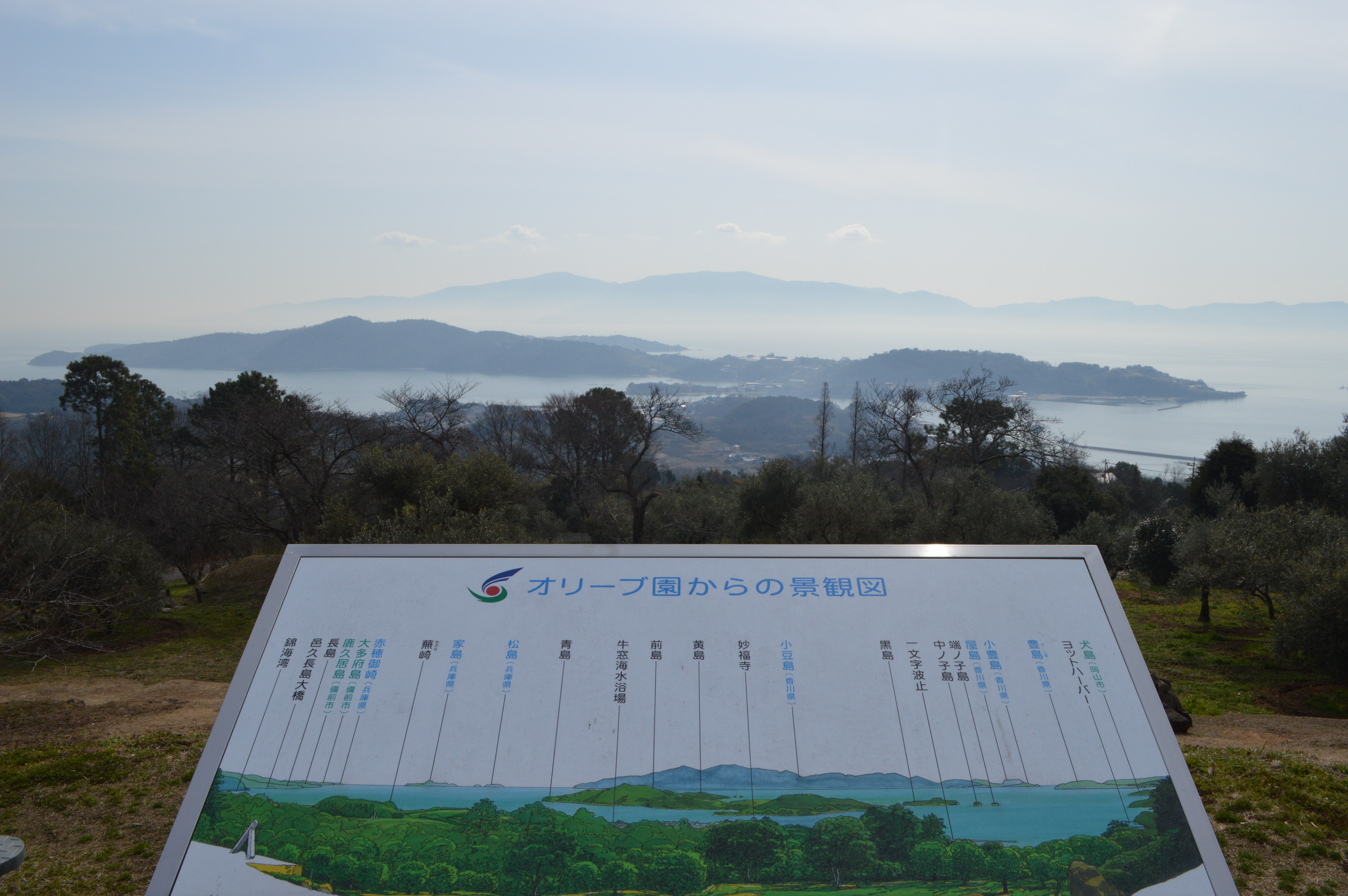
Тот самый вид на «Японское Эгейское море»
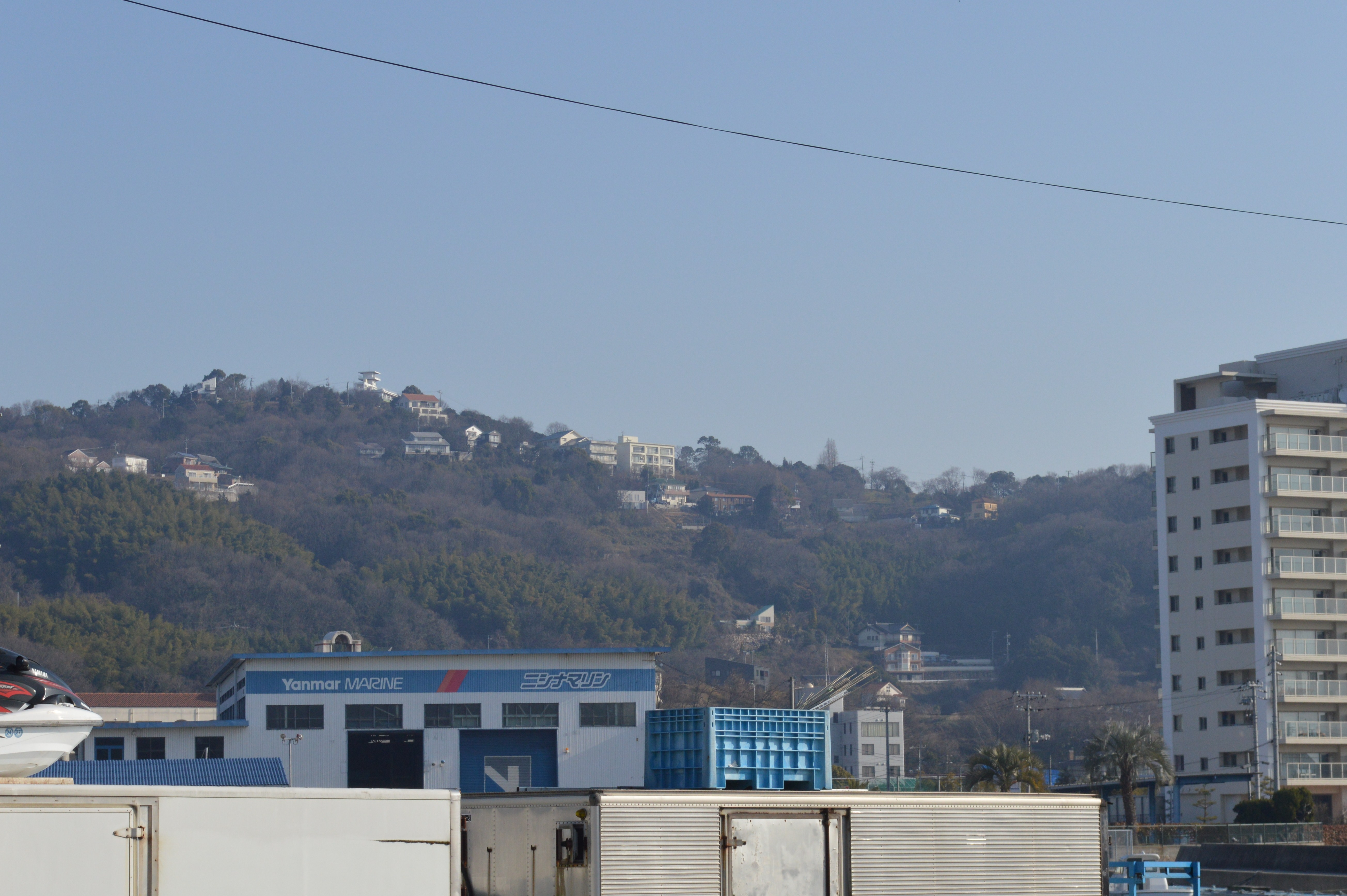
Вид на оливковый сад с улиц Усимадо